# النبی شیث، شهرک
النبی شیت (به عربی: النبي شيت) یک منطقهٔ مسکونی در لبنان است که در شهرستان بعلبک واقع شده‌است.
 النبی شیت   ۱٬۲۲۰ متر بالاتر از سطح دریا واقع شده‌است.